# 밥 베이츠

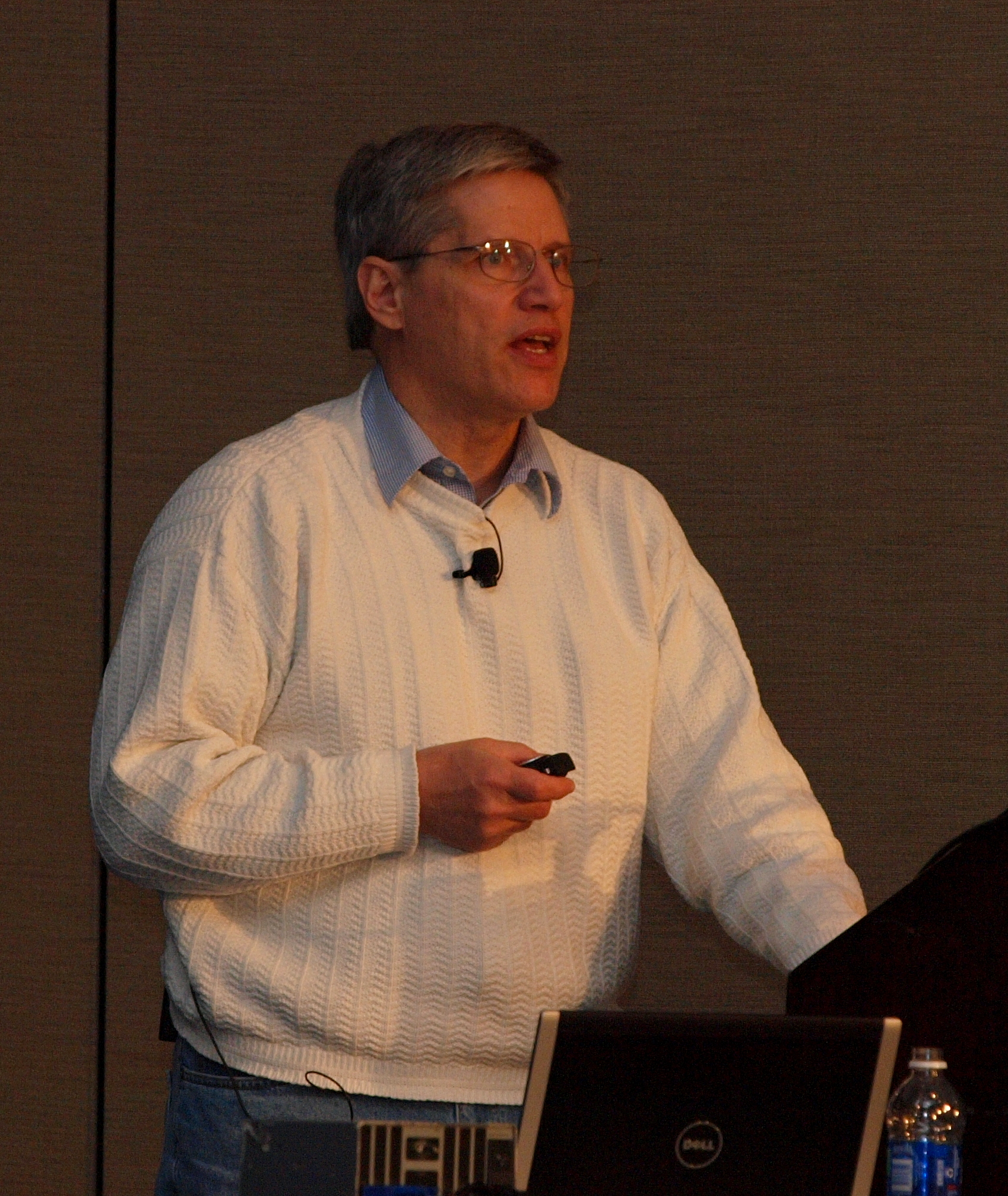

밥 베이츠(Bob Bates, 1953년 12월 11일 ~ ) 또는 로버트 베이츠(Robert Bates)는 미국의 컴퓨터 게임 디자이너이다. 인터랙티브 픽션 게임들의 초기 디자이너들 중 한 명이며 1980년대에 인포컴을 위한 게임을 개발한 챌린지라는 기업을 공동으로 설립했다.
인터랙티브 픽션 게임의 초기 디자이너 중 한 명이었으며 1980년대 선구적인 회사인 인포컴을 위해 게임을 만든 챌린지(Challenge, Inc.)의 공동 설립자였다. 1989년 인포컴이 해체된 후 베이츠는 레전드 엔터테인먼트를 공동 설립하여 인포컴 전통에 따라 게임을 계속 퍼블리싱했지만 그래픽이 추가되었다. 그가 디자인, 작성 또는 제작한 주목할만한 게임으로는 언리얼 II(2003), 스파이더맨 3(2007) 및 에릭 더 언레디(Eric the Unready, 1993)가 있으며 컴퓨터 게이밍 월드 잡지에서 올해의 어드벤처 게임으로 선정되었으며 여기서 1996년 "역사상 최고의 게임 150개" 목록에 선정되었다. 1998년에 그는 미국 법무부를 위해 상을 받은 게임 Quandaries의 작업에 참여했다. 2010년에 평생 공로상을 수상한 국제 게임 개발자 협회(International Game Developers Association)의 회장을 두 번 역임했다. 베이츠는 2001년 책 Game Design: The Art and Business of Creation Games와 같은 작품에서 게임 디자인 및 개발에 대해 광범위하게 저술했다. 이 책은 대학 과정에서 게임 디자인 교과서로 일반적으로 사용된다. 2011년부터 2014년까지 베이츠는 징가(Zynga)에서 외부 스튜디오의 최고 크리에이티브 책임자였다. 게임 업계의 다양한 퍼블리셔와 인디 컨설턴트로 계속 일하고 있다.

## 게임
- 스파이더맨 3 (비디오 게임)
- 프론티어빌